# Яконское
Яконское — деревня в Череповецком районе Вологодской области.
Входит в состав Тоншаловского сельского поселения, с точки зрения административно-территориального деления — в Тоншаловский поссовет.
Расстояние по автодороге до районного центра Череповца — 0,5 км, до центра муниципального образования Тоншалово — 6 км. Ближайшие населённые пункты — Ясная Поляна, Антоново, Солманское.
По переписи 2002 года население — 58 человек (27 мужчин, 31 женщина). Преобладающая национальность — русские (93 %).